# Cuillère à absinthe

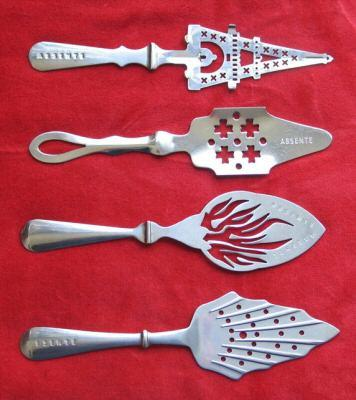
Cuillères à absinthe.

Posée sur un verre d'absinthe, une cuillère à absinthe (ou pelle à absinthe) est une cuillère facilitant la préparation de cette boisson, au moment de sa dégustation, pour en atténuer l'amertume au moyen d'un peu de sucre qui y est disposé et sur lequel est lentement versée de l'eau.

## Description
La cuillère est plate et percée de quelques trous. Elle peut avoir la forme de feuilles d'arbre ou de la tour Eiffel.

## Historique
La cuillère à absinthe ne peut être antérieure aux années 1840. Avant que Jacob Christoph Rad n'invente le sucre en morceaux en 1843, le sucre se présentait sous forme de pain de sucre devant être découpé à l'aide de ciseaux à sucre.